# Ferrovia delle Dolomiti
La ferrovia delle Dolomiti (in tedesco Dolomitenbahn) era una ferrovia di montagna a scartamento ridotto, che tra il 1921 e il 1964 collegava Calalzo di Cadore, Cortina d'Ampezzo e Dobbiaco, unendo le province di Belluno e Bolzano.

## Storia

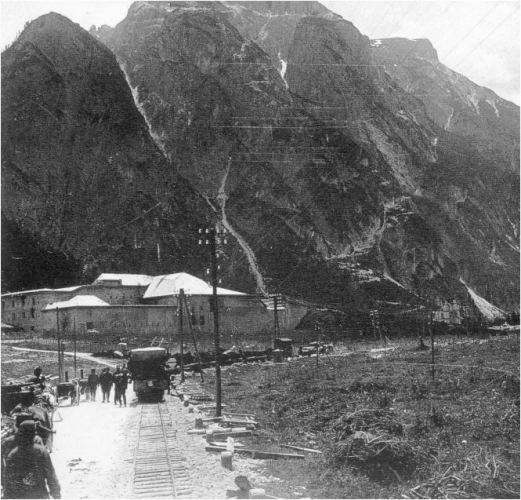
La ferrovia militare austro-ungarica, progenitrice della linea, presso il forte di Landro

Verso la fine del XIX secolo iniziò a manifestarsi nella conca ampezzana la necessità di un collegamento verso le zone circostanti; si pensava di realizzare un collegamento verso nord al paese di Dobbiaco e verso sud al paese di Calalzo di Cadore, dove sarebbe arrivata la linea ferroviaria nazionale, aperta solo nel 1914.
Nel 1865 l'ingegnere Locatelli presentò un progetto di collegamento ferroviario delle valli Tirolesi a Venezia e negli anni successivi si susseguirono diversi progetti per il collegamento delle zone montuose alla pianura veneto-friulana, ma nessuno convinse le autorità tanto da essere finanziato. Un altro progetto del 1869 prevedeva una linea con carrozze trainate da cavalli. In relazione a questa tradizionale forma di trasporto si ricorda il principe Alfred Wrede di Vienna, come tipico viaggiatore dell'alta società di inizio secolo. Egli già nel 1899 progettò una ferrovia tra Dobbiaco e Cortina che successivamente sarà rivista sulla base del modello di Josef Riehl, uno stratega della ferrovia.
Nel marzo 1905 venne autorizzato il progetto di costruzione di una linea ferroviaria a scartamento ridotto tra Cortina d'Ampezzo e Dobbiaco, per il momento rimasta sulla carta; nel 1915 lo scoppio della Grande Guerra portò i soldati austriaci a realizzare una ferrovia a scartamento ridotto per il trasporto di munizioni e provviste fra Dobbiaco e Landro; a loro volta nel 1916 i soldati italiani realizzarono una ferrovia Decauville tra Peaio e Zuel, alle porte meridionali di Cortina d'Ampezzo, vicina ai punti di fuoco del fronte, posando i binari sulla strada statale.

### Dai binari militari alla ferrovia
All'inizio del 1917 il genio militare italiano iniziò i lavori di costruzione di una ferrovia su sede propria tra Peaio e Cortina, ma questi lavori si interruppero dopo la disfatta di Caporetto avvenuta nel novembre dello stesso anno. I genieri austriaci però continuarono i lavori fino a Calalzo e posero su sede stradale una decauville, denominata in tedesco, Feldbahn, da Dobbiaco a Calalzo, Dopo lo spostamento del fronte, nel 1918 i lavori sulla tratta ex italiana vennero continuati dagli austriaci.
Finita la guerra, la linea rimase in completo abbandono. Solo nella primavera del 1919 il genio militare intervenne a completare l'opera, che fu completata nel 1920 dopo aver portato lo scartamento da 750 a 950 mm nelle tratte costruite dagli austriaci, utilizzando fra l'altro materiali posti in opera sulla tranvia Udine-San Daniele, prima che fosse decisa la riapertura di quest'ultima.
La linea venne attivata il 15 giugno del 1921, usando per la trazione le locomotive abbandonate dagli austriaci, previa modifica dello scartamento. Sotto la direzione militare la linea andò avanti con forte deficit; il traffico tra Cortina e Dobbiaco era limitato ai mesi estivi e a una coppia di treni a giorni alterni. Il 1º gennaio 1923 la ferrovia venne affidata al Regio Circolo Ferroviario di Bolzano, che diede alla linea maggiore regolarità di servizio e realizzò un consistente aumento di traffico e quindi di introiti.

### L'esercizio come ferrovia concessa

Treno in transito presso Zuel negli ultimi anni della linea

Data la favorevole esperienza, nell'estate del 1924 il Ministero dei Lavori Pubblici affidò la concessione per l'esercizio della linea, della durata di 35 anni, alla Società Anonima per la Ferrovia delle Dolomiti (SFD), consociata alla Società Veneta, che nel 1925 provvide ad acquistare due locomotive di tipo Mallet in cambio della cessione di quattro vecchie Feldbahn e realizzò una variante di tracciato a protezione dalle slavine presso Pezzovico, che richiese la costruzione di una galleria lunga 559 metri. L'opera più significativa era peraltro costituita dal prolungamento verso sud dal capolinea originario fino al piazzale antistante alla stazione di Calalzo delle Ferrovie dello Stato.
Ulteriori miglioramenti furono attuati nel 1927, quando ogni paese attraversato dalla linea ferroviaria contribuì economicamente per acquistare nuovo materiale rotabile, migliorare il tracciato di alcune curve e installare lanterne semaforiche presso i passaggi a livello. Si parlò addirittura di un aggiornamento della linea da scartamento ridotto a scartamento normale, ma il progetto non fu mai realizzato.
Il 1º luglio 1929 fu inaugurata la trazione elettrica, grazie alla quale la ferrovia delle Dolomiti poteva finalmente assolvere le sue funzioni fondamentali: collegare il capolinea FS di Calalzo con la Val Pusteria e con le linee per il Brennero e l'Austria e migliorare l'accesso turistico nella zona di Cortina d'Ampezzo.
Durante il secondo conflitto mondiale, Cortina venne trasformata in zona ospedaliera, così la ferrovia assunse l'onere del trasporto dei feriti provenienti dal fronte, realizzando convogli-ospedale con i propri carri chiusi, dotati di brande. Nel 1943 l'esercizio della ferrovia venne svolto direttamente a cura dell'esercito tedesco.
Nel secondo dopoguerra, pur in un clima non favorevole al trasporto ferroviario anche a causa della nascente motorizzazione privata, a motivo della notorietà delle località attraversate la ferrovia delle Dolomiti assurse più volte agli onori cinematografici, comparendo in alcune sequenze dei film Il conte Max del 1957, Vacanze d'inverno del 1959 e La pantera rosa del 1963.

### Le olimpiadi invernali del 1956
Un ruolo fondamentale nelle Olimpiadi Invernali del 1956 fu senza dubbio giocato dalla Ferrovia delle Dolomiti, sia per il trasporto degli spettatori che per quello degli atleti, dei giudici di gara, degli organizzatori e dell'allora presidente della Repubblica Giovanni Gronchi, che presenziò alla cerimonia di apertura dei Giochi. Sebbene il numero di persone che assistevano alle gare e alle cerimonie olimpiche, a quei tempi, fosse di gran lunga inferiore a quello delle edizioni più moderne, il continuo flusso di visitatori impegnò molto il trenino delle Dolomiti, che seppe trasportare anche 7000 passeggeri al giorno nella Conca Ampezzana.
L'importanza della linea ferroviaria delle Dolomiti fu anche incrementata dal fatto che la strada statale 51 di Alemagna fu chiusa al traffico, perché non adatta a sostenere un enorme flusso di veicoli, che avrebbero probabilmente creato code all'interno della città olimpica. In questo modo l'unica possibilità di arrivare alle piste o alle strutture sportive era con mezzi pubblici, primo fra tutti il treno delle Dolomiti.
Fu questo l'ultimo momento di gloria della ferrovia, che per far fronte al traffico previsto acquistò due nuovi convogli; l'officina di Cortina costruì altresì nuove carrozze e furono risanati venti chilometri di binario.

### Declino e chiusura
Cessati i giochi il declino fu inesorabile, a causa del calo di traffico, delle riduzioni di personale e della mancanza di investimenti. La manutenzione dell'armamento e del materiale rotabile divenne precaria e, proprio a causa di questa cattiva manutenzione, l'11 marzo 1960 si ebbe un grave incidente, fino ad allora l'unico di tutta la storia della ferrovia delle Dolomiti. Un treno passeggeri, proveniente da Cortina, ad Acquabona, a causa della rottura di una boccola del bagagliaio, uscì dai binari; una vettura, che si trovava in curva, si rovesciò e fu trascinata per alcuni metri dalla motrice rimasta sulle rotaie. Il bilancio fu di 2 morti e 27 feriti. L'incidente di Acquabona fu il colpo di grazia per la ferrovia, che in tanti anni non aveva mai lamentato incidenti.

L'ultimo treno in partenza da Cortina per Calalzo, il 17 maggio 1964

Dal 3 dicembre 1961 si decise di collegare Dobbiaco con Cortina con un servizio di autobus; il servizio ferroviario fu parzialmente ripreso il 30 dello stesso mese, per cessare definitivamente su tale tratta il 23 marzo 1962.
Sulla Cortina-Calalzo si proseguì stentatamente fino alle ore 18.20 del 17 maggio 1964, quando partirono da Cortina l'ultimo convoglio viaggiatori e l'ultimo convoglio merci.
In breve tutto il materiale utilizzato dalla ferrovia (binari, traversine, cavi elettrici e piloni) fu fatto sparire e rivenduto dalla gente e dalle imprese del posto. L'unica eccezione è il ponte sul Felizon, ancora oggi presente come allora.
Il tracciato della ferrovia fra Dobbiaco e Cortina venne in seguito riutilizzato come percorso di sci da fondo in inverno (ad esempio, dal 1977, per la Granfondo Dobbiaco-Cortina) e pista ciclabile in estate.

### Proposte di riattivazione
Più volte è stata considerata l'idea di ripristinare il collegamento ferroviario, riattivando la vecchia linea ovvero ricostruendola ex novo anche in altra sede. Il 13 febbraio 2016 i presidenti della Regione Veneto e della Provincia autonoma di Bolzano hanno firmato un protocollo d'intesa per il ripristino del collegamento ferroviario, che prevede lo sviluppo di uno studio di fattibilità per la realizzazione dell'opera.
Tuttavia il 17 Agosto 2025, Rete Ferroviaria Italiana ha dato parere negativo al ripristino del collegamento.

## Caratteristiche

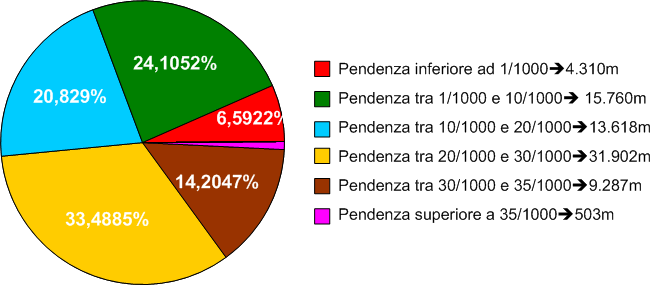
Pendenze della linea

La linea ferroviaria delle Dolomiti aveva uno scartamento ridotto di 950 mm, a differenza della Feldbahn originaria, costruita allo scartamento di 750 mm. La lunghezza complessiva era di 65 km.
Il dislivello totale della linea risultava di 810 m. Le stazioni erano quasi tutte dotate di binario di incrocio e alcune ne avevano un terzo che poteva essere passante o tronco.
Le abbondanti nevicate dei mesi invernali fermavano spesso la linea, che doveva essere sgombrata dalla neve a mano, in quanto i mezzi spalaneve risultavano a volte inefficaci contro le copiose nevicate di quegli anni. L'elettrificazione era in corrente continua a 3000 V trasformata presso la sottostazione elettrica di Cortina.

### Percorso
| Unknown route-map component "CONTgq" | Station on transverse track | Unknown route-map component "CONTfq" |

| Unknown route-map component "exKBHFa" |

| Unknown route-map component "exBHF" |

| Unknown route-map component "exWBRÜCKE1" |

| Unknown route-map component "exBHF" |

| Unknown route-map component "exWBRÜCKE1" |

| Unknown route-map component "exBHF" |

| Unknown route-map component "exBHF" |

| Unknown route-map component "exSTR+GRZq" |

|  | Unknown route-map component "exBHF" | Unknown route-map component "lGIPr" |

| Unknown route-map component "exBHF" |

| Unknown route-map component "exWBRÜCKE1" |

| Unknown route-map component "exTUNNEL1" |

| Unknown route-map component "exWBRÜCKE1" |

| Unknown route-map component "exTUNNEL1" |

| Unknown route-map component "exBHF" |

| Unknown route-map component "exHST" |

| Unknown route-map component "exBHF" |

| Unknown route-map component "exhKRZWae" |

| Unknown route-map component "exHST" |

| Unknown route-map component "exBHF" |

| Unknown route-map component "exHST" |

| Unknown route-map component "exBHF" |

| Unknown route-map component "exHST" |

| Unknown route-map component "exTUNNEL2" |

| Unknown route-map component "exSKRZ-Bo" |

| Unknown route-map component "exWBRÜCKE1" |

| Unknown route-map component "exBHF" |

| Unknown route-map component "exHST" |

| Unknown route-map component "exHST" |

| Unknown route-map component "exHST" |

| Unknown route-map component "exWBRÜCKE1" |

| Unknown route-map component "exBHF" |

| Unknown route-map component "exWBRÜCKE1" |

| Unknown route-map component "exHST" |

| Unknown route-map component "exBHF" |

| Unknown route-map component "exWBRÜCKE1" |

| Unknown route-map component "exTUNNEL2" |

| Unknown route-map component "exTUNNEL1" |

| Unknown route-map component "exHST" |

| Unknown route-map component "exWBRÜCKE1" |

| Unknown route-map component "exTUNNEL2" |

| Unknown route-map component "exTUNNEL2" |

| Unknown route-map component "exTUNNEL2" |

| Unknown route-map component "exBHF" |

| Unknown route-map component "exBHF" |

| Unknown route-map component "exBHF" |

| Unknown route-map component "exSKRZ-Bo" |

| Unknown route-map component "exWBRÜCKE1" |

| Unknown route-map component "exBHF" |

| Unknown route-map component "exSBRÜCKE" |

| Unknown route-map component "exHST" |

| Unknown route-map component "exTUNNEL2" |

| Unknown route-map component "exWBRÜCKE1" |

|  | Unknown route-map component "exABZgl+l" | Unknown route-map component "exSTR+r" |

|  | Unknown route-map component "exKBHFe" | Unknown route-map component "exSTR" |

|  |  | Unknown route-map component "exKBHFe" |

|  |  | Head station |

|  |  | Continuation forward |

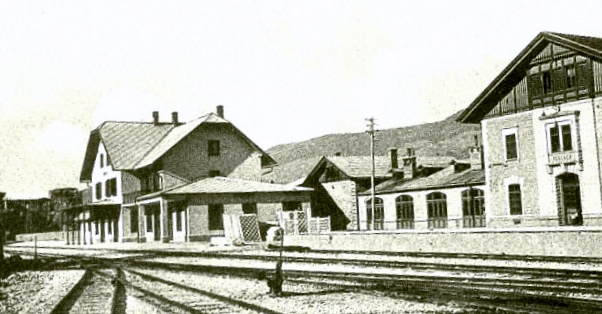
La stazione di Dobbiaco in una cartolina degli anni venti

La ferrovia, lunga 65,379 km, si snodava con un percorso in molti tratti parallelo a quello della strada statale d'Alemagna, nella Valle del Boite e della Rienza.
Armata a semplice binario la linea partiva dalla città di Calalzo, presso il capolinea settentrionale della ferrovia Belluno-Calalzo, a quota 740 m s.l.m. e, passando per Cortina d'Ampezzo (1224 m s.l.m.), raggiungeva Dobbiaco a 1210 m s.l.m..
Lasciata la stazione SFD di Calalzo, un raccordo a esse consentiva di raggiungere il primitivo capolinea; superata la cittadina e scavalcato il torrente Orsina una galleria conduceva alla piccola stazione di Pieve Sant'Alipio seguita, dopo un breve percorso a mezza costa, dalla fermata di Pieve-Sottocastello. Superata la statale Alemagna erano raggiunte, nell'ordine, Tai e la stazione di Nebbiù per poi raggiungere la valle di Cadore.
Aveva dunque inizio lo spettacolare tratto che percorreva la valle del Boite grazie a numerose opere d'arte fra cui cinque gallerie e il ponte in curva sul rio Vallesina, presso il quale era posta una fermata; servite le stazioni di Venas e Cibiana-Zoldo i treni correvano lungo un tratto a strapiombo protetto da una lunga opera in muratura. Un ulteriore ponte in curva sul rio Ruvignano consentiva di raggiungere la stazione di Peaio-Vinigo dopo la quale il paesaggio vallivo andava aprendosi.
In mezzo a prati e pascoli erano servite le località di Vodo, Borca e San Vito. Impegnato il ponte in ferro da 81 metri a tre travate sulla statale erano dunque raggiunte, nell'ordine, le fermate di Chiapuzza, Dogana Vecchia e Acquabona. Dopo la stazione di Zuel e preceduta dalla fermata a servizio dell'Hotel Miramonti era infine raggiunta la stazione di Cortina, principale località intermedia della ferrovia.

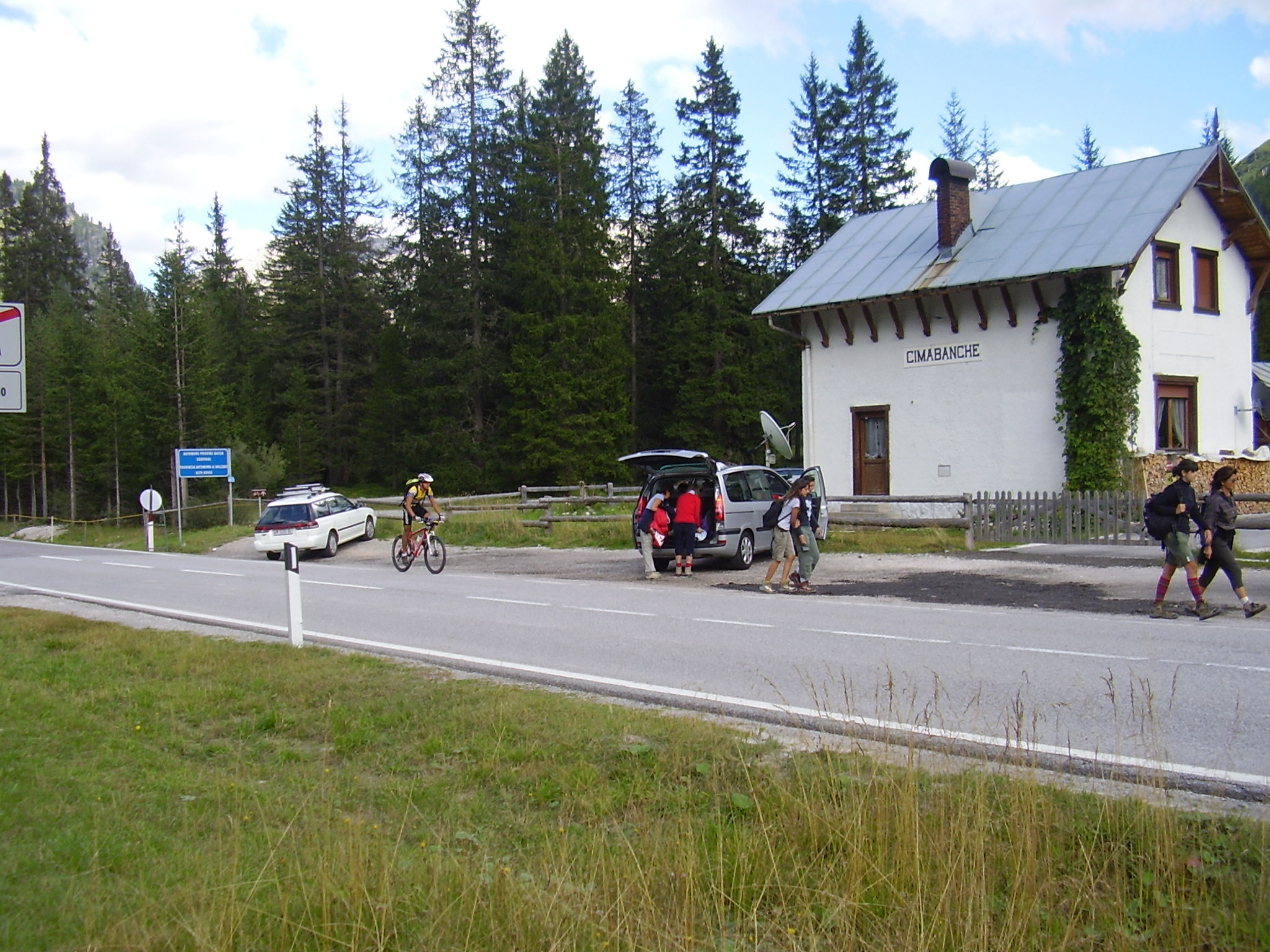
L'ex stazione di Cimabanche

Proseguendo verso nord e superata la fermata di Codivilla un lungo rettilineo conduceva alla sella posta fra il col Rosà e il Pomagagnon giungendo a Fiames. Aggirato dunque il colle di Podestagno e impegnata la galleria Pezzovico il binario superava il ponte sul rio Felizon, che sostituiva un analogo manufatto militare austriaco costruito col sistema Kohl che fu distrutto dagli italiani quando si ritirarono nell'autunno del 1917 e ricostruito nuovamente dagli austriaci. Lo stesso pesa circa 10 tonnellate e fu posato nel 1919 dal Genio Militare appartenente alla IV armata. Come prima cosa, furono sistemate le spalle su cui doveva poggiare il ponte, fortificandole con cemento armato. Da Dobbiaco furono portate e montate travi di legno per costruire l'impalcatura; essa era lunga 60 metri e aveva una travata di 36 metri. Il varo longitudinale fu effettuato con funi in acciaio, tirate da argani in parte ancorati nella galleria di Pezzovico.
Attraversata un'area boschiva e doppiati i laghi Bianco e Nero si raggiungeva la stazione di Cimabanche, posta a 1529 m s.l.m., massima altitudine raggiunta dalla ferrovia e prossima al confine fra Veneto e Sud Tirolo. I treni proseguivano la discesa con una pendenza del 33 per mille fino a Carbonin, presso cui veniva costeggiato il piccolo lago di Landro, posto a quota 1400 metri sul livello del mare.
Affiancato il torrente Rienza e superata la località Sorgenti si raggiungevano infine la fermata di Dobbiaco Lago e la stazione capolinea di Dobbiaco.
Con il passare degli anni, per velocizzare il tragitto del treno, furono soppresse alcune fermate che servivano i grandi alberghi quali l'Hotel Marmarole, posto tra Calalzo e Pieve di Cadore, l'Hotel Dolomites, ubicato nella zona di San Vito di Cadore, e l'Hotel Miramonti di Cortina. La fermata dell'Hotel des Alpes venne ribattezzata più tardi Istituto Codivilla, dal nome dell'ospedale di Cortina d'Ampezzo.

## Materiale rotabile

Elettrotreno Stanga/Tibb presso Cortina

La trazione dei treni fu inizialmente affidata a un parco costituito da locomotive a vapore austriache per ferrovie da campo a tender separato del Gruppo 4, costruite dalla Wiener Neustädter Lokomotivfabrik. Delle diciassette unità ereditate dalla gestione austriaca tredici furono infatti adattate previo allargamento dello scartamento a 950 mm e, per dieci di esse, con trasformazione in locotender. Conservata la numerazione d'origine, tali unità ricevettero nomi legati alla guerra appena conclusa.
Il materiale rimorchiato della dotazione d'origine era costituito da ventisette carrozze di cui venticinque a due assi provenienti dalla ferrovia militare Paluzza-Villa Santina e due a carrelli con allestimenti di tipo Pullman di costruzione ungherese, da quattro bagagliai a due assi e da cinquantatré carri di varie fogge.
La gestione SFD curò l'acquisto di due locomotive a vapore di tipo Mallet di costruzione Henschel & Sohn del 1913 provenienti dalla ferrovia Montepulciano-Fontago, alla quale vennero cedute contestualmente le quattro locomotive Vittorio Veneto, Cadore, Pasubio e Pusteria.
Per l'esercizio a trazione elettrica dal 1929 furono consegnati dalle Officine Meccaniche della Stanga due locomotive a carrelli da 380 kW classificate 101-102 e sei elettromotrici a carrelli classificate 001-006 dotate di equipaggiamenti elettrici TIBB da 220 kW, cinque carrozze passeggeri di I/III classe, una carrozza a 2 assi di I classe, quattro carrozze a 2 assi di III classe, tre carrozze a 2 assi miste bagagliaio/postale/III classe ed un bagagliaio/postale a 2 assi; tutto il materiale passeggeri adottava la nuova livrea bianca e azzurra.
Tutto il materiale a vapore venne accantonato nel 1932 e successivamente demolito a eccezione della unità Ampezzo, ceduta nel 1954 alla tranvia Bari-Barletta. Alcune carrozze furono cedute alle Ferrovie Calabro Lucane, che le impiegarono fino al 2010 come rimorchiate RA 33-38.
Nel 1955 le Officine Meccaniche della Stanga e il TIBB consegnarono infine due nuovi elettrotreni da 590 kW, immatricolati come ET007 ed ET008, analoghi ai coevi esemplari 801-803 consegnati due anni prima alla STEFER per l'esercizio sulla ferrovia Roma-Fiuggi-Alatri-Frosinone, da accoppiarsi alle carrozze Pullman la cui cassa fu ricostruita per l'occasione. Alla chiusura della linea entrambi gli elettrotreni furono ceduti alla ferrovia Trento-Malé-Mezzana.

### Materiale motore - prospetto di sintesi
| Unità           | Tipo                           | Anno di costruzione | Costruttore                       | Note                                                              |
| --------------- | ------------------------------ | ------------------- | --------------------------------- | ----------------------------------------------------------------- |
| Caviglia        | Locomotiva a vapore            | 1907                | Wiener Neustädter Lokomotivfabrik | Ex esercito austriaco, accantonata nel 1932, in seguito demolita  |
| Badoglio        | Locomotiva a vapore            | 1907                | Wiener Neustädter Lokomotivfabrik | Ex esercito austriaco, accantonata nel 1932, in seguito demolita  |
| Ampezzo         | Locomotiva a vapore            | 1908                | Wiener Neustädter Lokomotivfabrik | Ex esercito austriaco, ceduta alla tranvia Bari-Barletta          |
| Diaz            | Locomotiva a vapore            | 1908                | Wiener Neustädter Lokomotivfabrik | Ex esercito austriaco, accantonata nel 1932, in seguito demolita  |
| Giardino        | Locomotiva a vapore            | 1908                | Wiener Neustädter Lokomotivfabrik | Ex esercito austriaco, accantonata nel 1932, in seguito demolita  |
| Cadore          | Locomotiva a vapore            | 1909                | Wiener Neustädter Lokomotivfabrik | Ex esercito austriaco, ceduta alla ferrovia Montepulciano-Fontago |
| Vittorio Veneto | Locomotiva a vapore            | 1909                | Wiener Neustädter Lokomotivfabrik | Ex esercito austriaco, ceduta alla ferrovia Montepulciano-Fontago |
| Monte Grappa    | Locomotiva a vapore            | 1908                | Wiener Neustädter Lokomotivfabrik | Ex esercito austriaco, accantonata nel 1932, in seguito demolita  |
| Pasubio         | Locomotiva a vapore            | 1909                | Wiener Neustädter Lokomotivfabrik | Ex esercito austriaco, ceduta alla ferrovia Montepulciano-Fontago |
| Piave           | Locomotiva a vapore            | 1909                | Wiener Neustädter Lokomotivfabrik | Ex esercito austriaco, accantonata nel 1932, in seguito demolita  |
| Pusteria        | Locomotiva a vapore            | 1909                | Wiener Neustädter Lokomotivfabrik | Ex esercito austriaco, ceduta alla ferrovia Montepulciano-Fontago |
| Italia          | Locomotiva a vapore            | 1909                | Wiener Neustädter Lokomotivfabrik | Ex esercito austriaco, accantonata nel 1932, in seguito demolita  |
| Montello        | Locomotiva a vapore            | 1909                | Wiener Neustädter Lokomotivfabrik | Ex esercito austriaco, accantonata nel 1932, in seguito demolita  |
|                 | Locomotive a vapore articolate | 1913                | Henschel & Sohn                   | Acquisite dalla ferrovia Montepulciano-Fontago                    |
| 101-102         | Locomotive                     | 1929                | Stanga/TIBB                       | Per servizio merci                                                |
| 001-006         | Elettromotrici                 | 1929                | Stanga/TIBB                       |                                                                   |
| ET 007-008      | Elettrotreni                   | 1955                | Stanga/TIBB                       | Ceduti alla ferrovia Trento-Malé-Mezzana                          |

## Traffico

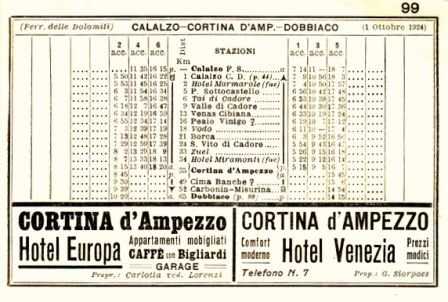
Orario invernale 1924/25

All'inizio, quando la linea era a vapore, c'era solamente un treno al giorno che percorreva l'intera linea in entrambe le direzioni e due (o tre, a seconda dei casi) che trasportavano i passeggeri da Cortina d'Ampezzo a Calalzo di Cadore e viceversa.
Successivamente, quando la linea venne elettrificata, il numero di treni che percorrevano la linea venne aumentato, facendo circolare anche dei convogli che fermavano solo nelle stazioni principali (Cortina, San Vito, Borca, Calalzo).
Quando la linea era a vapore il treno impiegava dalle due ore e mezza alle due ore e 45 minuti per portare i passeggeri da Calalzo a Cortina; impiegava 4 ore e 45 minuti, compresa una sosta di un quarto d'ora a Cortina, per andare da Dobbiaco a Calalzo.
Con il passaggio alla trazione elettrica nel 1929, i tempi di percorrenza si ridussero a 1 ora-1 ora e 30 minuti per il tratto Calalzo-Cortina e 55 minuti-1 ora per il tratto Cortina-Dobbiaco.

## Galleria d'immagini
Della Ferrovia delle Dolomiti rimangono attualmente pochi ricordi, in particolare le stazioni distribuite sulla vecchia linea.

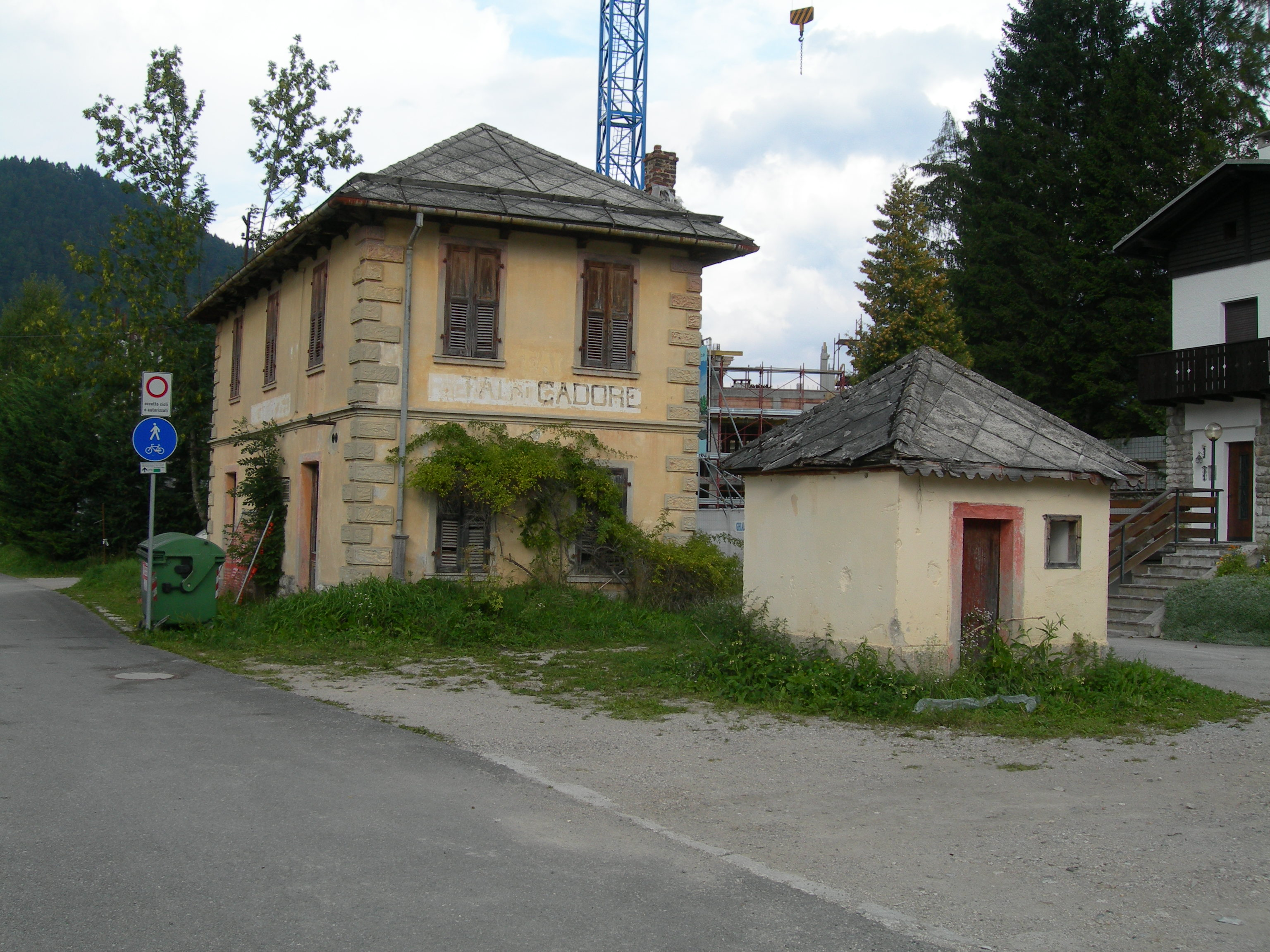
Fabbricato viaggiatori di Tai di Cadore.
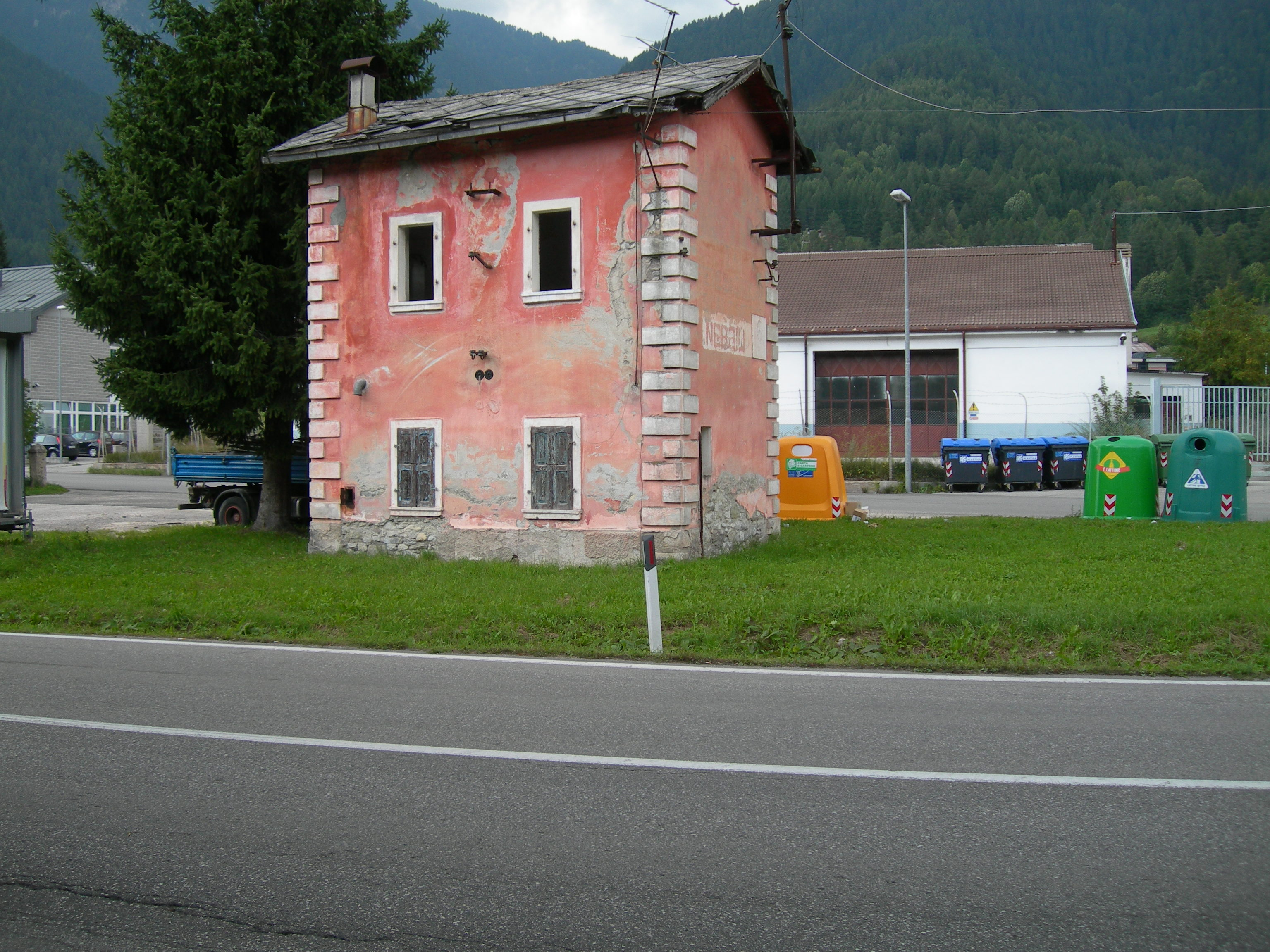
Casa cantoniera presso la stazione di Nebbiù.
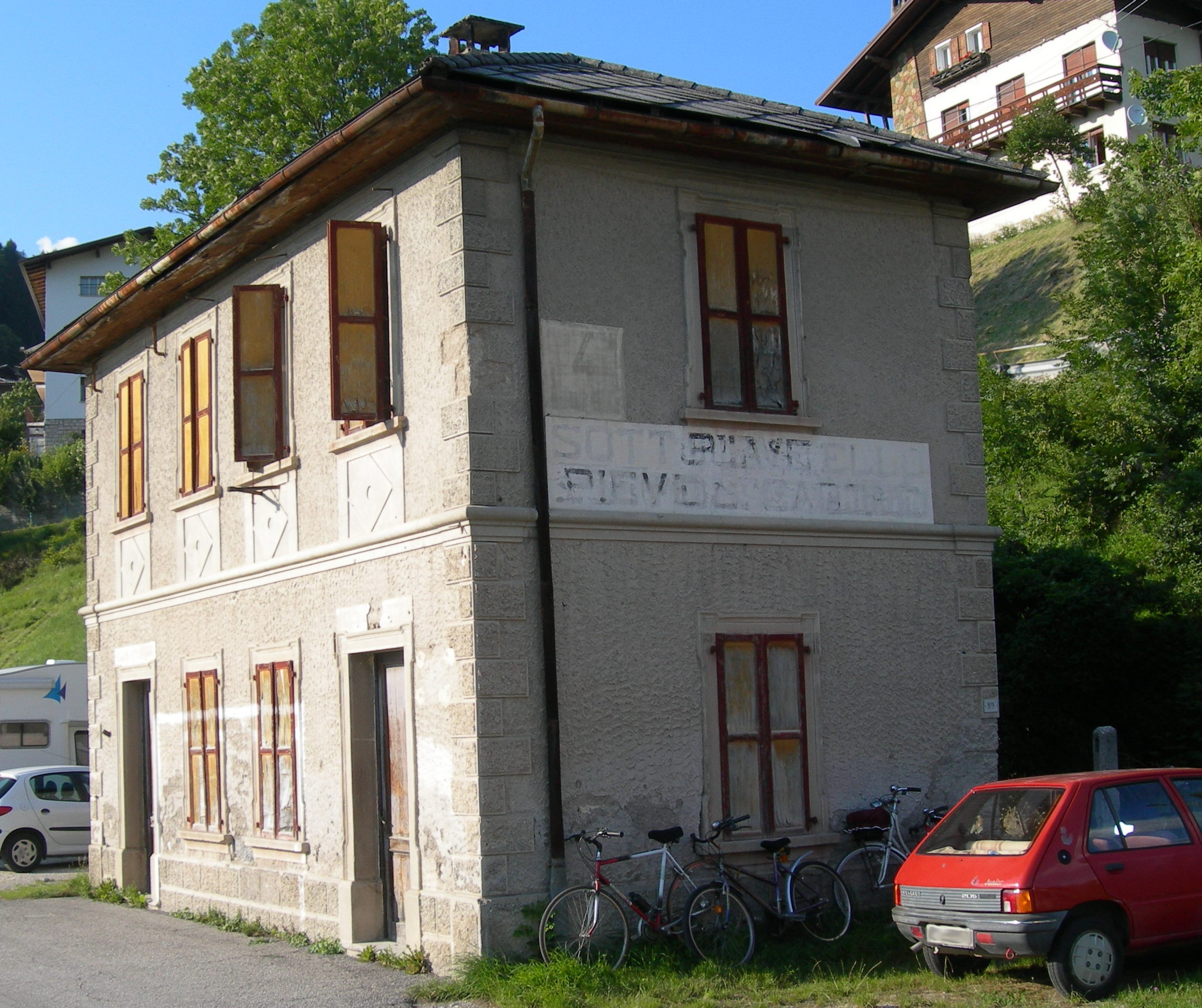
Fabbricato viaggiatori di Sottocastello-Pieve di Cadore.
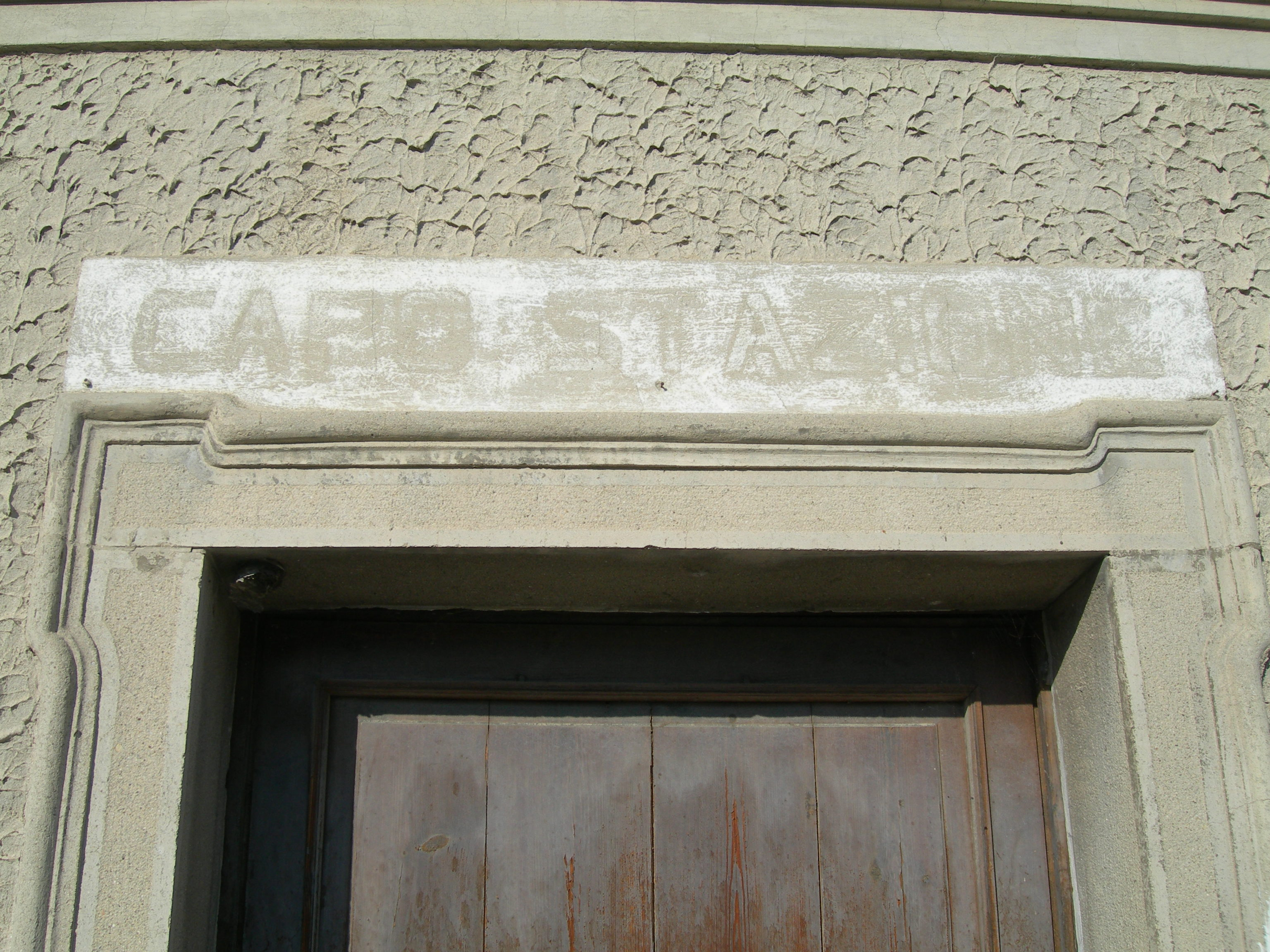
Particolare della stazione di Sottocastello.
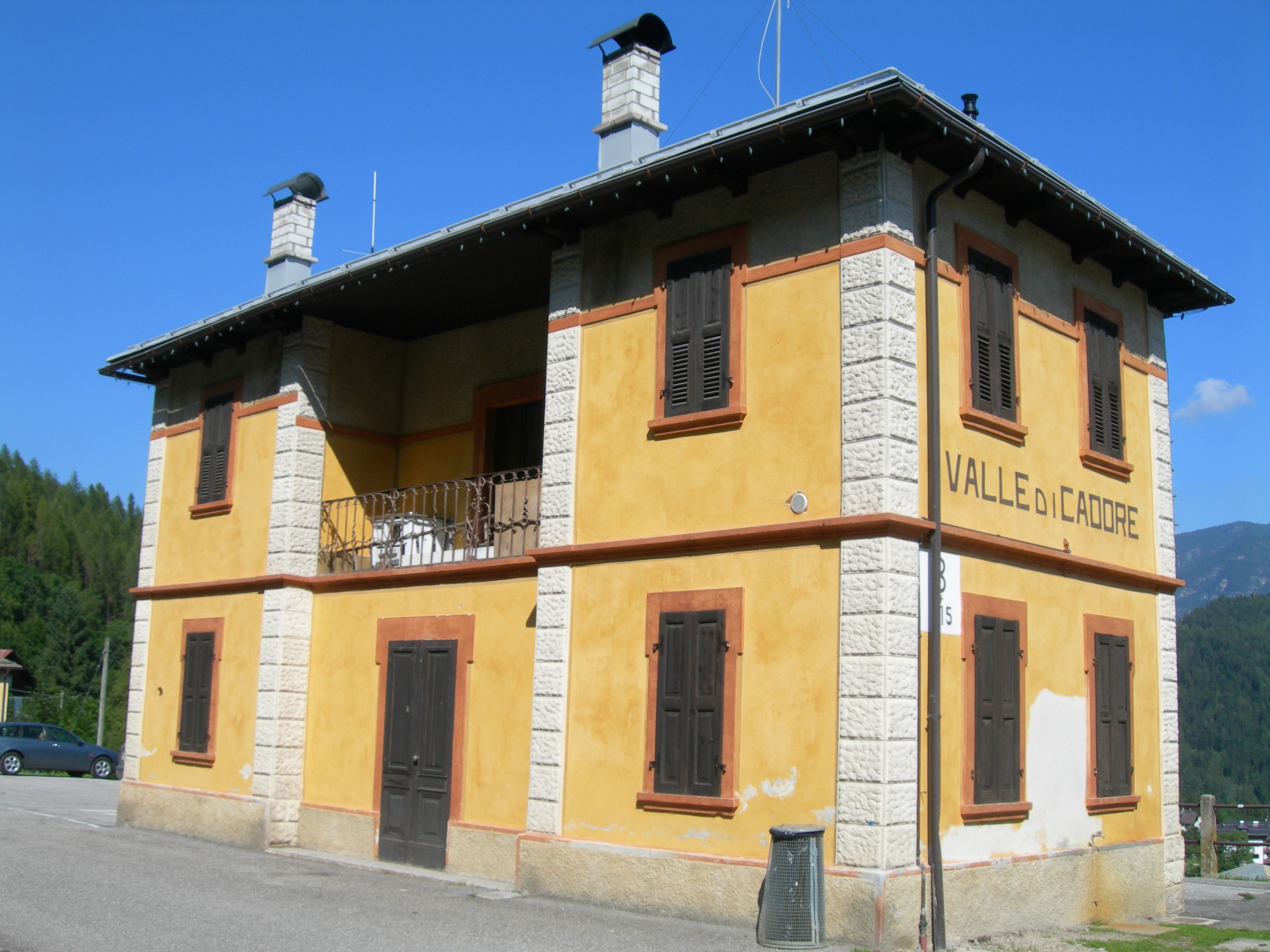
Fabbricato viaggiatori di Valle di Cadore.
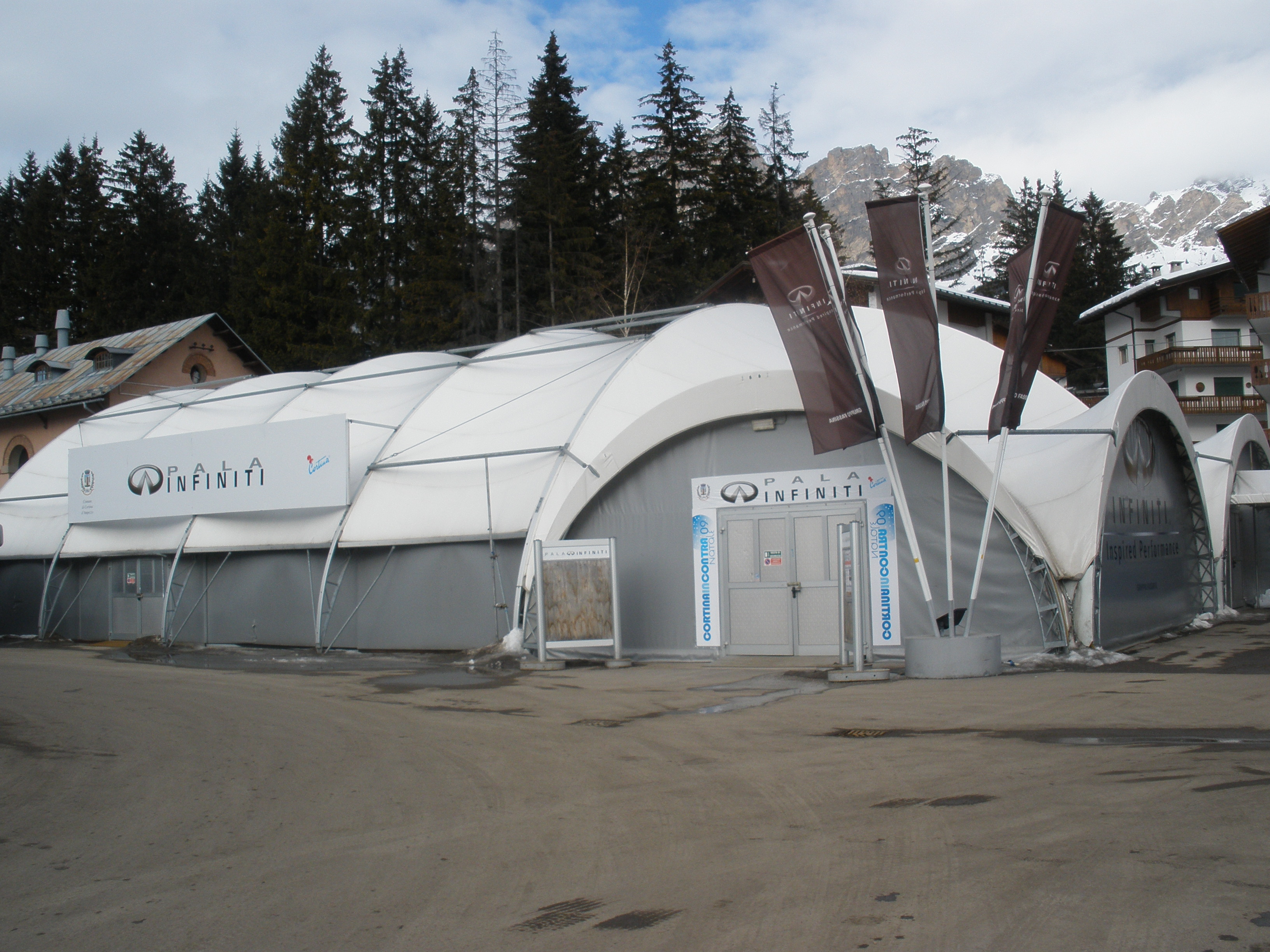
Tensostruttura nell'ex piazzale di stazione di Cortina.
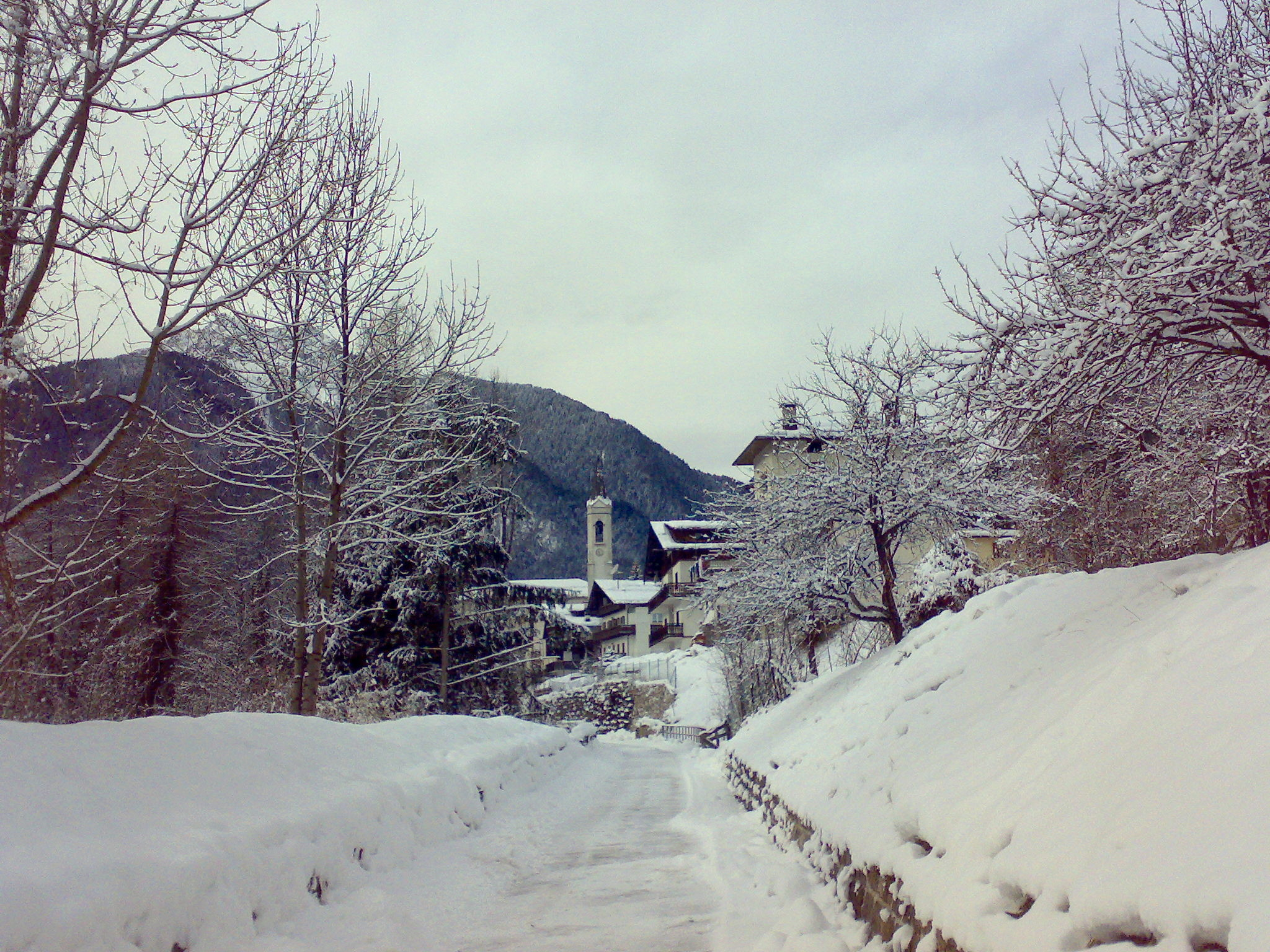
L'ex tracciato ferroviario a Venas di Cadore, oggi ciclabile delle Dolomiti.